# Ministerio de Cultura de Portugal

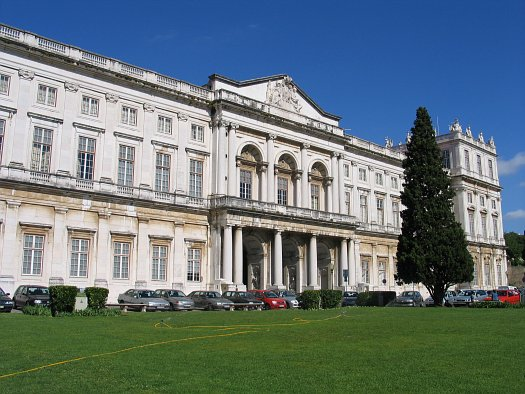
Palacio Nacional de Ajuda, sede del Ministerio de Cultura.

El Ministerio de Cultura (en portugués: Ministério da Cultura, sigla MC) es el departamento del Gobierno de Portugal que agrupa los servicios, organismos y estructuras que supervisan los bienes culturales y defiende el legado de la cultura portuguesa. En general, el departamento es responsable de las esferas culturales, arte, cine, archivos y cooperaciones culturales con otros países, además de definir y ejecutar las políticas de desarrollo cultural, el estímulo a la creación artística y la difusión e internacionalización de la cultura y del idioma portugués.

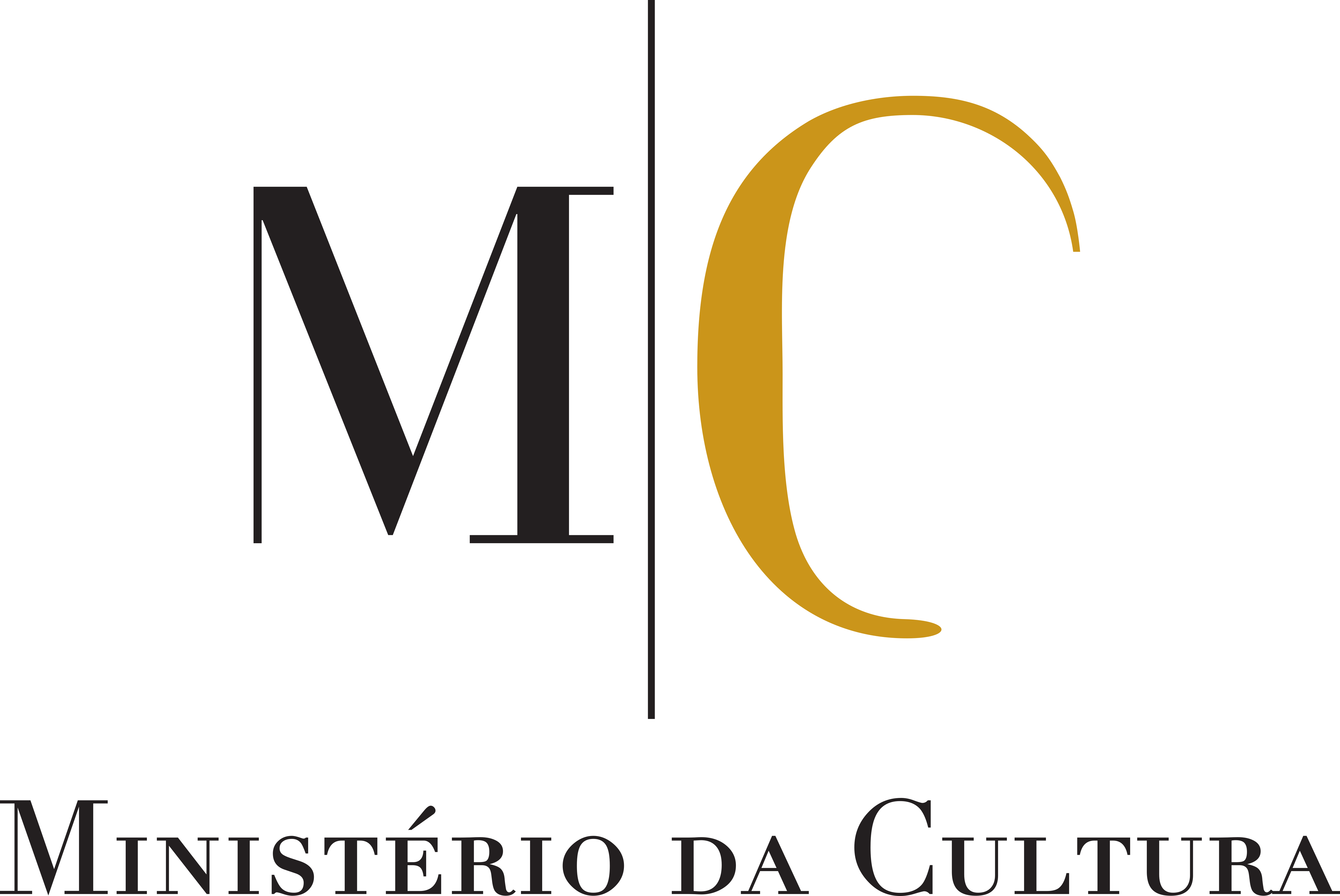
Logotipo del Ministerio de Cultura de 1997 a 2011, ganador de un concurso, creado por Ricardo Mealha.

Con la toma de posesión del XIX Gobierno Constitucional, en 2011, todos los servicios del extinto Ministerio de Cultura pasaron a integrarse en la Presidencia del Consejo de Ministros, donde pasaron a estar tutelados por el secretario de Estado de Cultura, Jorge Barreto Xavier, dependiente directamente del primer ministro. En 2015, con el XX Gobierno Constitucional, se restableció el ministerio, con el nombre de Ministério da Cultura, Igualdade y Ciudadania.  Con la toma de posesión del XXI Gobierno Constitucional, el departamento volvió a su nombre original hasta el inicio del XXV Gobierno constitucional en el que el nombre cambiaría a Ministerio de Cultura, Juventud y Deporte, dirigido por Margarida Balseiro Lopes

## Historia
Hasta 1976, la ejecución de la política cultural del Gobierno portugués era, en general, responsabilidad del Ministerio de Educación . Ese año, al entrar en vigor el Primer Gobierno Constitucional, se creó la Secretaría de Estado de Cultura (SEC), de carácter autónomo, que dependía directamente de la Presidencia del Consejo de Ministros . Hasta 1983, la supervisión de la SEC se alternaba entre la Presidencia del Consejo de Ministros y el Ministerio de Educación.
En 1983, al entrar en vigor el IX Gobierno Constitucional, el Departamento de Cultura alcanzó, por primera vez, el carácter de ministerio, transformándose el SEC en Ministério da Cultura . Sin embargo, en 1985, cuando entró en vigor el X Gobierno Constitucional, el Departamento de Cultura volvió a la categoría de secretaría de Estado, pasando a estar bajo la supervisión del Ministerio de Educación y Cultura . En 1987, durante el X Gobierno Constitucional, la CEE volvió a la supervisión directa de la Presidencia del Consejo de Ministros.
Cuando en 1995 entró en funciones el XIII Gobierno Constitucional, el CES se transformó nuevamente en Ministerio de Cultura.
El XIX Gobierno Constitucional, en 2011, extinguió el ministerio, reasignando las funciones de promoción cultural a la supervisión de un Secretario de Estado dependiente directamente del Primer Ministro. La medida fue parte de una fusión amplia de ministerios operados por ese Gobierno. El XX Gobierno Constitucional restableció y amplió las funciones del extinto ministerio en 2015.

## Organización del Ministerio
El Ministerio de Cultura incluye los siguientes organismos y servicios:
- Oficina de Estrategia, Planificación y Evaluación Cultural (GEPAC)
- Programa Operativo de Cultura
- Fondo de Desarrollo Cultural
- Inspección General de Actividades Culturales (IGAC)
- Dirección General de las Artes (DGArtes)
- Dirección General del Libro, Archivos y Bibliotecas (DGLAB)
  - Archivo Nacional de Torre do Tombo
  - Centro Portugués de Fotografía
- Instituto de Patrimonio Cultural, IP (IPP)
- Instituto de Cine y Audiovisual, IP (ICA)
- Academia Internacional de Cultura Portuguesa
- Academia Portuguesa de Historia
- Orquesta Sinfónica de Oporto - Casa de la Música
- Compañía Nacional de Ballet
- Biblioteca Nacional de Portugal (BNP)
- Cinemateca Portuguesa - Museo del Cine
- Teatro Nacional Doña María II
- Teatro Nacional de São Carlos
- Teatro Nacional São João
- Radio y Televisión de Portugal
- Casa da Música
- Centro cultural de Belém
- Fundación Serralves
- Fundación Museu do Douro
- Fundación Arpad Szenes-Vieira da Silva
- Fundación Arte Moderna e Contemporânea – Coleção Berardo
- Fundación Côa Parque
- Fundación Cultursintra
- Fundación Martins Sarmento
- Fundación Ricardo Espírito Santo Silva
- Consejo Superior de Archivos
- Consejo Superior de Bibliotecas
- Consejo del Museo

Entre los departamentos y servicios extintos figuran:
- Direção-Geral do Património Cultural (DGPC)
- Archivo Nacional de la Torre do Tombo (IAN/TT)

Desde 1998, el Instituto Portugués das Artes do Espectáculo (IPAE), dependiente del Ministerio de Cultura, otorgó los "Premios Almada" y los "Premios Revelación Ribeiro da Fonte". En 2006 se suspendieron estos premios.